# Estadio Verapaz
Estadio Verapaz (oficjalna nazwa: Estadio José Ángel Rossi) – stadion piłkarski w gwatemalskim mieście Cobán, stolicy departamentu Alta Verapaz. Obiekt może pomieścić 7 500 widzów (a wraz z przerobionymi na trybuny okolicznymi wzniesieniami nawet kilkanaście tysięcy), a swoje mecze rozgrywa na nim drużyna Cobán Imperial.

## Historia
Pomysł wzniesienia pierwszego stadionu miejskiego w Cobán pojawił się niedługo po 1930 roku, ze względu na rosnącą popularność piłki nożnej wśród mieszkańców (już w latach 20. futbol był najpopularniejszym sportem w Cobán, a zainteresowanie tą dyscypliną wzrosło dodatkowo po pierwszych mistrzostwach świata w Urugwaju). Projekt stadionu stworzył pułkownik Everardo Granados, a poprawki naniósł nań dyrektor ds. robót publicznych Darío Heriberto Paz. Obiekt powstał na części gospodarstwa rolnego Chimax, należącego do firmy Sapper y Cia. Ltda. W budowie licznie pomagali mieszkańcy miasta: urzędnicy, studenci, członkowie lokalnych zespołów sportowych, rzemieślnicy, a nawet całe rodziny. Aby prace mogły zostać ukończone na czas, kierownik polityczny miasta Cobán, generał Miguel Castro Monzón, umyślnie nie stosował się do poleceń dyktatora Jorge Ubico. Koszt budowy wyniósł niecałe 3 000 000 quetzali.
Inauguracja obiektu odbyła się podczas I Jarmarku Departamentalnego w Cobán, w dniu 1 sierpnia 1936. Miała wówczas miejsce uroczysta parada z udziałem karet, a także odbył się mecz piłkarski pomiędzy ówczesnym mistrzem Gwatemali, Tipografía Nacional, a powołanym ad hoc zespołem El Imperial, złożonym z graczy kilku drużyn z Cobán. W późniejszych latach El Imperial zmienił nazwę na Cobán Imperial.

## Konstrukcja
Główna trybuna została oryginalnie wzniesiona z drewna, lecz zburzono ją w latach 1953–1956, podobnie jak towarzyszącą jej dla lepszej akustyki muszlę koncertową. W jej miejsce wzniesiono trybunę zwaną „Monja Blanca” („Biała Zakonnica”, jest to potoczna nazwa orchidei Lycaste skinneri, uznawanej za narodowy kwiat Gwatemali i uprawianej w okolicach Cobán). Nowa trybuna charakteryzuje się nietypowymi rozwiązaniami architektonicznymi, a w jej wnętrzu można podziwiać rzeźby autorstwa Ramiro Duarte Figueroi i Rodolfo Galeottiego Torresa.
Obiekt dysponuje sztucznym oświetleniem (cztery maszty oświetleniowe z łącznie 30 lampami o mocy 1,5 kilowatów), a nieopodal boiska piłkarskiego znajdują się również boisko do koszykówki oraz tor lekkoatletyczny, pierwotnie zaprojektowany pod kątem wyścigów konnych. W okolicy stadionu jest usytuowana trasa do biegów przełajowych. Choć na obiekcie odbywają się głównie mecze piłkarskie, to jest on również miejscem lokalnych wydarzeń politycznych, społecznych czy kulturalnych. Cyklicznie gości między innymi bieg półmaratoński Medio Maratón Internacional de Cobán.
Jest największym stadionem w północnej Gwatemali i jednym z większych w całym kraju. Nazywany jest „dumą miasta Cobán”. Nosi imię José Ángela Rossiego, nazywanego „Abuelito” („Dziadziuś”), entuzjasty sportu, który przez wiele lat trenował lokalną młodzież.

## Otoczenie
Szeroką sławę stadion zdobył za sprawą nietypowego położenia. Jest otoczony przez gęsty las sosnowy oraz wysokie wzniesienia. Z tego względu jest często nazywany „ekologicznym stadionem Ameryki” (hiszp. „El Ecológico de América”). Portal Sporthiva określił go jako „zieloną świątynię Ameryki Centralnej”. Jedno ze wzgórz zostało zaadaptowane na trybunę, z której mecz może oglądać nawet do 2000 widzów. Verapaz kilkakrotnie był opisywany przez międzynarodowe media jako jeden z najbardziej niesamowitych lub najbardziej osobliwych stadionów na kontynencie lub na świecie.